# Halasi

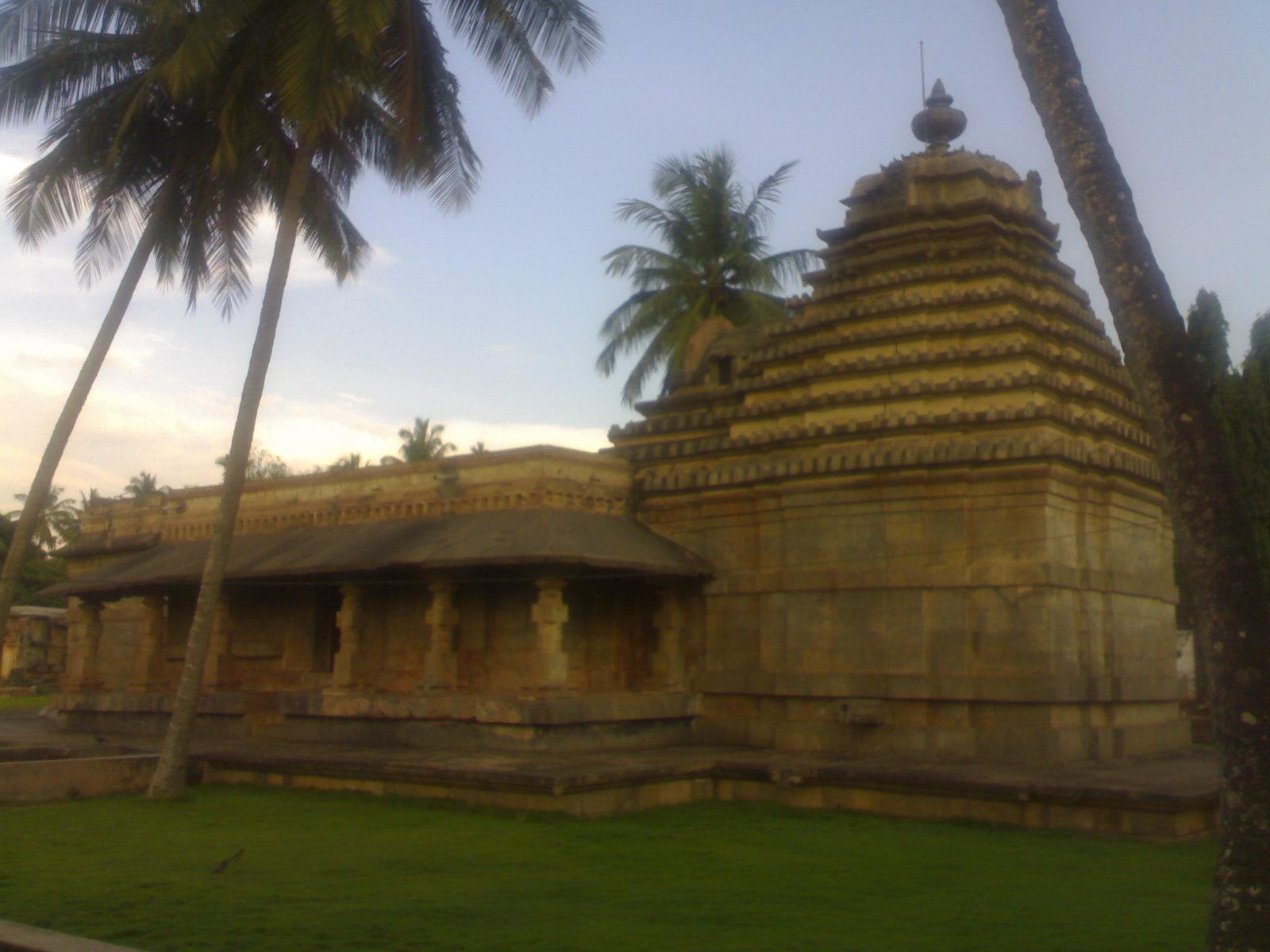
Halasi – Bhuvaraha-Narasimha-Tempel

Halasi (oder Halashi bzw. Halsi; Kannada ಹಲಸಿ) ist ein Ort mit ca. 4500 Einwohnern im Distrikt Belagavi im Nordwesten des indischen Bundesstaats Karnataka. Halasi war im 4./5. Jahrhundert zeitweise Hauptstadt des Kadamba-Reichs.

## Lage und Klima
Der etwa 650 m hoch auf der Ostseite der Westghats gelegene Ort Halasi liegt etwa 42 km südöstlich der Großstadt Belagavi (ehemals Belgaum) bzw. ca. 73 km nordwestlich der Millionenstadt Hubballi-Dharwad. Das Klima ist warm bis heiß; Regen (ca. 1100 mm/Jahr) fällt nahezu ausnahmslos während der sommerlichen Monsunzeit.

## Bevölkerung
Die Einwohner sind größtenteils Hindus; Männer- und Frauenanteil sind ungefähr gleich hoch. Man spricht zumeist Marathi und Kannada.

## Wirtschaft
Der Ort liegt in einer überwiegend landwirtschaftlich geprägten Umgebung.

## Geschichte
Halasi (einst Palasika) war im 4./5. Jahrhundert zeitweilige Hauptstadt des Kadamba-Reichs. Um das Jahr 540 übernahmen die Chalukyas von Badami, einstige Vasallen der Kadamba, die Macht im Staat, doch blieben einzelne Orte und Regionen bis in das 12. Jahrhundert hinein unter der Kontrolle der Kadamba.

## Sehenswürdigkeiten
- Wichtigste Sehenswürdigkeit ist der wahrscheinlich im 5. Jahrhundert entstandene und noch weitgehend schmucklose Bhuvaraha-Narasimha-Tempel. Er ruht auf einem umlaufenden Sockel, der eine rituelle Umschreitung (pradakshina) ermöglicht und besteht aus einer seitlich geschlossenen Vorhalle (mandapa) mit überdachtem Umgang und der Cella (garbhagriha); die Außenwände beider Bauteile sind nur wenig gegliedert. Über der Cella erhebt sich ein mehrfach abgestuftes Pyramidendach mit abschließendem kalasha-Aufsatz. Im Innern der Vorhalle überraschen teilweise gedrechselte Stützen, in der Cella befinden sich zwei gegenüberliegende Nischen, in denen (später hinzugefügte) Statuen der Hindu-Gottheiten Shiva und Vishnu zu sehen sind. Die Decke ist mit einer geöffneten Lotosblüte verziert. Möglicherweise wurde der Tempel in späterer Zeit verändert.
- Der Gokarneshwara-, der Kalmeshwara- und der Ramalingeshwara-Tempel stammen ebenfalls aus dem 6. bis 12. Jahrhundert.